# Andrea Haugen

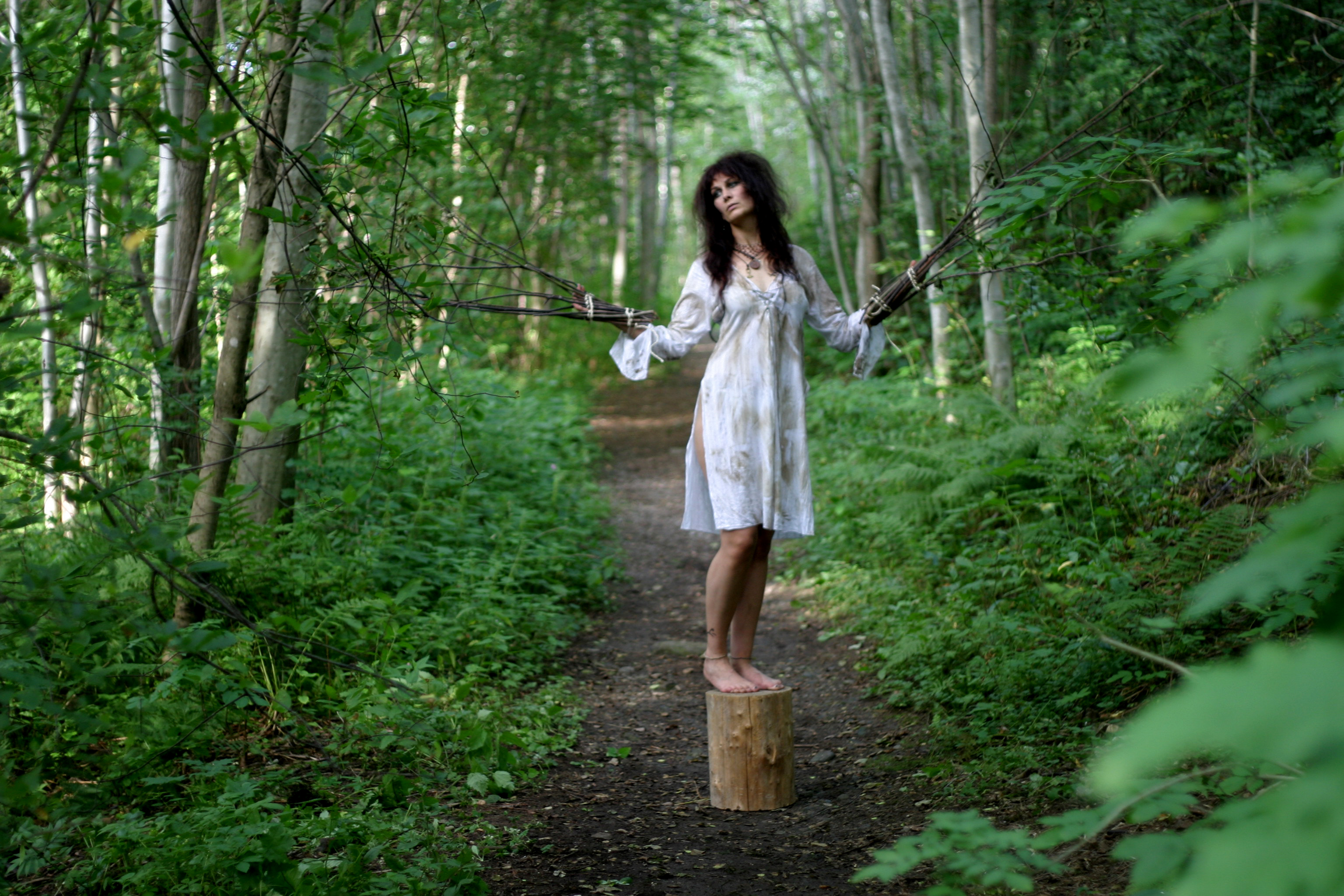
Andrea Haugen als Nebelhexe

Andrea Haugen (geb. 6. Juli 1969 in Hannover als Andrea Meyer; gest. 13. Oktober 2021 in Kongsberg) auch bekannt als Andrea „Nebel“ Haugen oder Nebelhexë, war eine deutsche Musikerin und Autorin. Sie befasste sich oft mit dekadenten und esoterischen Themen. Haugen war mit Tomas Thormodsæter „Samoth“ Haugen von der Band Emperor verheiratet und hatte eine Tochter. Sie hatte Wohnsitze in Norwegen und England.

## Werdegang
Andrea Haugen stammte aus Norddeutschland. Wegen ihrer Vorliebe zur britischen Pop-, Post-Punk-, Gothic- und New-Wave-Musik zog sie 1990 nach London. Dort wollte sie als Model Karriere machen, empfand die Model-Szene aber als oberflächlich und wandte sich von ihr ab. Sie wohnte zwei Jahre in besetzten Häusern, studierte esoterische Themen und die Mysterien des Lebens und nahm Verbindung zu diversen magischen, heidnischen und Hexen-Kreisen auf. In London schloss sie sich verschiedenen esoterischen und okkulten Gruppen an, wie den Illuminaten von Thanateros und dem Ordo Templi Orientis, und wurde Mitglied der Church of Satan. Haugen arbeitete zu der Zeit als Fetischmodel und begann ihre musikalische Karriere als Hintergrundsängerin der Dark-Metal-Band Cradle of Filth. Auf einer Tournee mit der Band lernte sie Samoth kennen, der sie später heiratete, von dem sie eine Tochter hatte und geschieden wurde.
Zu Beginn komponierte Haugen Musik im Stil von Death in June, dann plante sie, eine Black-Metal-Band zu gründen, gab dies jedoch auf, da ihr der gutturale Gesang schwerfiel. Ab 1994 hatte sie mit dem Dark-Ambient-Projekt Aghast Erfolge. Infolge ihrer Kontakte zur Londoner Neofolk-Szene mit Personen wie Ian Read (Fire + Ice), Tony Wakeford (Sol Invictus), Boyd Rice (NON) und David Tibet (Current 93), gründete sie 1996, von dieser Szene und der von ihr repräsentierten okkulten Philosophie inspiriert, das Projekt Hagalaz’ Runedance. Da sie nach Norwegen gezogen war, befasste sie sich dabei mit nordischer, keltischer und mittelalterlicher musikalischer sowie nordischer magischer Tradition, während ihr bisheriges Umfeld Metal und Ambient spielte. Darüber schrieb sie auch ihr Buch The Ancient Fires of Midgard. Hagalaz’ Runedance erlangte internationale Popularität und Chartplatzierungen. Außerdem publizierte sie das Magazin Horde of Hagalaz, „‚die Stimme der nordischen Hexen, Warlocks und Krieger‘, um den ‚Mythen und der Magie des kalten, nordischen, heidnischen Bodens und dem Wissen um die dunkle Seite der menschlichen Natur‘ Ausdruck zu verleihen“, so Nicholas Goodrick-Clarke. Sie erklärte jedoch gegenüber dem Terrorizer, sie habe ihre Wurzeln nicht in der traditionellen Musik und habe sich diesen Leuten spirituell nicht verbunden gefühlt; aus demselben Grund habe sie sich auch von der Ásatrú-Szene abgewandt. Mit Hagalaz’ Runedance habe sie zeigen wollen, dass alte Instrumente nicht an die Vergangenheit gebunden, sondern zeitlos seien; es sei ihr nicht um das Leben in der Vergangenheit gegangen.
An diesem Punkt beendete sie Hagalaz’ Runedance und kreierte ihre Musik ab 2002 unter ihrem Künstlernamen Nebelhexë. Sie arbeitet seitdem auch an Video- und Filmmanuskripten. Sie hat die Horrormanuskripte The Grandmother und Behind the Mirrors für Regisseur Phil Burtham geschrieben und den Kurzfilm Torture Is No Culture verfasst.
Seit 1995 schrieb Haugen surrealistische Geschichten, Gedichte und sozialkritische Artikel. Darunter befanden sich zeitweise auch humorvolle Artikel aus dem Alltag, die unter anderem für die norwegische Zeitung Rimfrost geschrieben wurden. Ihr kommendes Buch Walking With the Night befasst sich mit Themen wie den Schattenseiten des Lebens, Vampirmythen, moderner Spiritualität und humorvollen Geschichten aus ihrem ungewöhnlichen Leben.
2009 sang Haugen zusammen mit der amerikanischen Musikerin Jarboe das Nina-Hagen-Cover Don’t Kill the Animals ein. Überschüsse davon sollen an die Tiergruppe PETA gehen.
Haugen sah ihre Zukunft im Schreiben von Filmmusik und Filmmanuskripten und hoffte auch wieder vor der Kamera zu stehen.
Haugen kündigte an, künftige Alben unter dem Namen Andréa Nebel und nicht als Nebelhexë zu veröffentlichen, und dass sie ihr Projekt Aghast wiederbeleben wolle. Außerdem soll sie zum Soundtrack der geplanten Verfilmung von Lords of Chaos beitragen, bei der auch der mit ihr befreundete Schauspieler Jackson Rathbone mitwirken soll.
2010 kündigte Haugen ein neues Dark-Ambient-Projekt namens Aghast Manor an. Mit diesem kreiert sie nach eigenen Angaben Dark-Ambient-Soundtracks, die für die Nutzung als Filmmusik geeignet seien. Im Mai 2012 verkündete Andrea Haugen (die sich inzwischen Andréa Nebel nannte), eine Komposition an die Filmgesellschaft Summit Entertainment verkauft zu haben und am 27. Mai 2012 auf dem Wave-Gotik-Treffen aufzutreten. Sie war jedoch nicht Teil des regulären Programms des WGT, wo sie beim Auftritt von Hekate verschleiert auftrat und DecaDemons vom Aghast-Manor-Album Gaslights spielte.
Am 13. Oktober 2021 wurde sie beim Anschlag von Kongsberg ermordet.

## Diskografie

### Mit Aghast
- siehe Aghast#Diskografie

### Mit Hagalaz’ Runedance
- siehe Hagalaz’ Runedance#Diskographie

### Mit Nebelhexë

#### Alben
- 2004: Laguz – Within the Lake
- 2006: Essensual
- 2009: Dead Waters

#### EPs
- 2009: Nebelhexe & Jarboe – Don’t Kill the Animals

#### Videos
- 2003: Wake to Wither
- 2006: Underworld
- 2008: Dead Waters
- 2008: In My Dreams I’m Free
- 2009: Nebelhexe & Jarboe – Don’t Kill the Animals

### Mit Cradle of Filth
- 1993: The Principle of Evil Made Flesh

### Mit Satyricon
- 1996: Nemesis Divina

### Mit Necromantia
- 1995: Scarlet Evil Witching Black

### Mit Aghast Manor
- 2012: Gaslights
- 2013: Penetrate

## Videos
- 2007: Torture Is No Culture (Kurzfilm)

## Bibliografie
- 2000 The Ancient Fires of Midgard (Neuer Titel: Understanding the Northern Myths and Traditions)
- 2001 Die alten Feuer von Midgard. ISBN 3-935684-01-0.
- 2008 One Autumn Day – comic
- 2009 The Dark Side of Dreaming- poems
- 2009 The Way to Hysteria
- Horde of Hagalaz, Part One + Two 1994/96
- Filmmanuskripte und Geschichten